# Hasle-Rutsker Pastorat
Hasle-Rutsker Pastorat er et pastorat i Bornholms Provsti (Københavns Stift). Pastoratet ligger i Bornholms Regionskommune (Region Hovedstaden). I Hasle-Rutsker Pastorat ligger Hasle Sogn og Rutsker Sogn.